# Chlorophorus quatuordecimmaculatus
Chlorophorus quatuordecimmaculatus är en skalbaggsart som först beskrevs av Louis Alexandre Auguste Chevrolat 1863.  Chlorophorus quatuordecimmaculatus ingår i släktet Chlorophorus och familjen långhorningar.
Artens utbredningsområde är:
- Afghanistan.
- Laos.
- Nepal.

Inga underarter finns listade i Catalogue of Life.